# Hôtel de ville de Riga

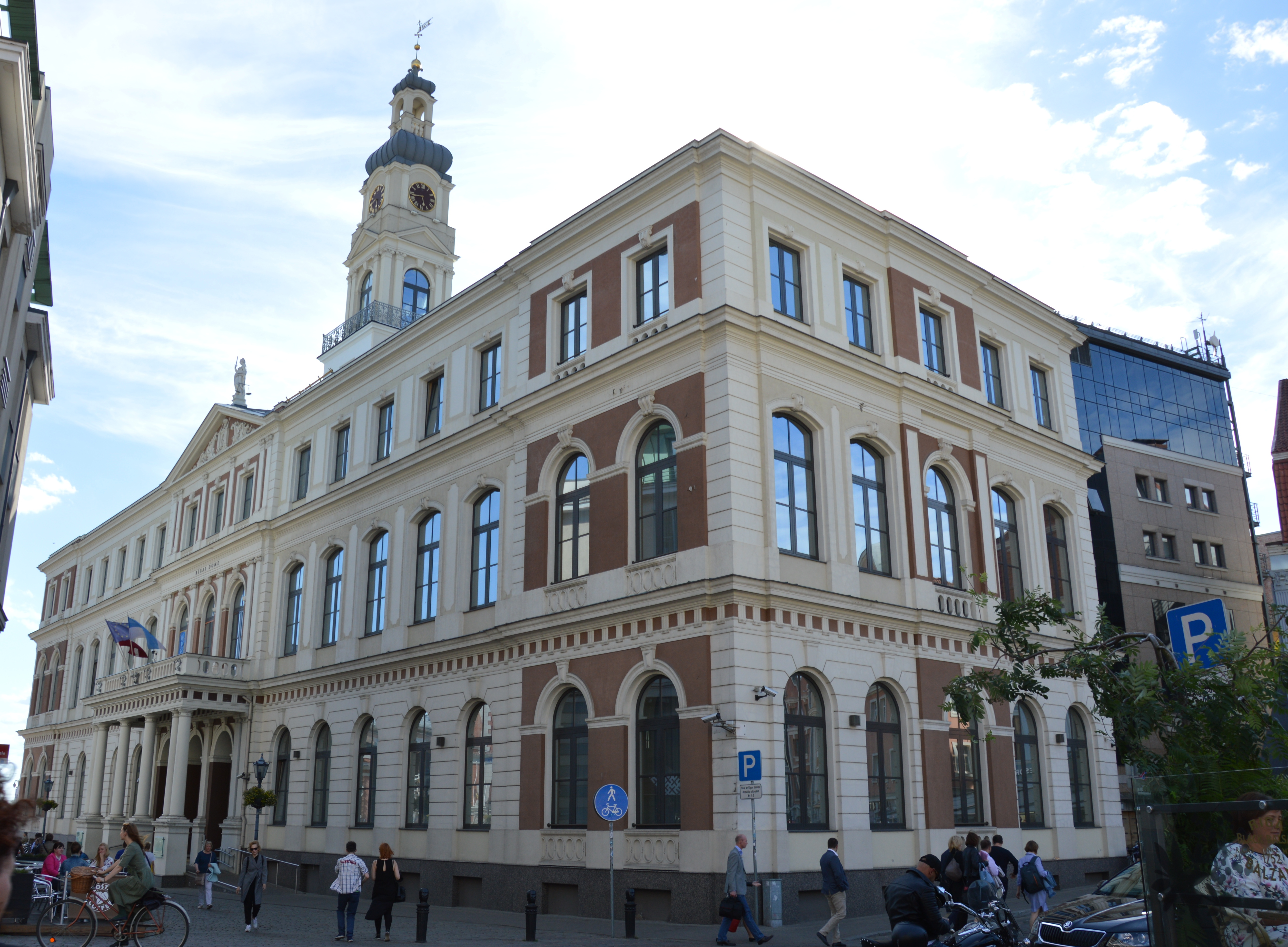
Hôtel de ville de Riga

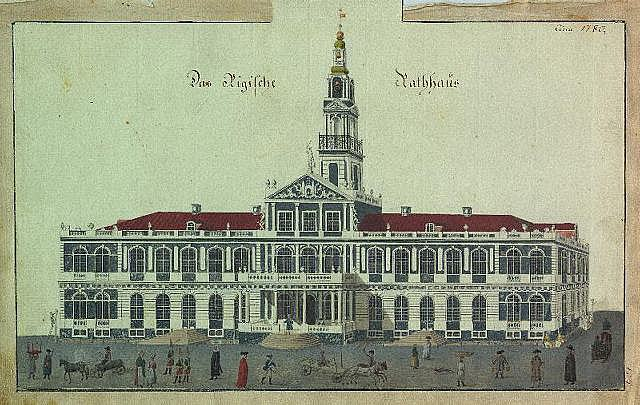
Mairie du XVIIe siècle

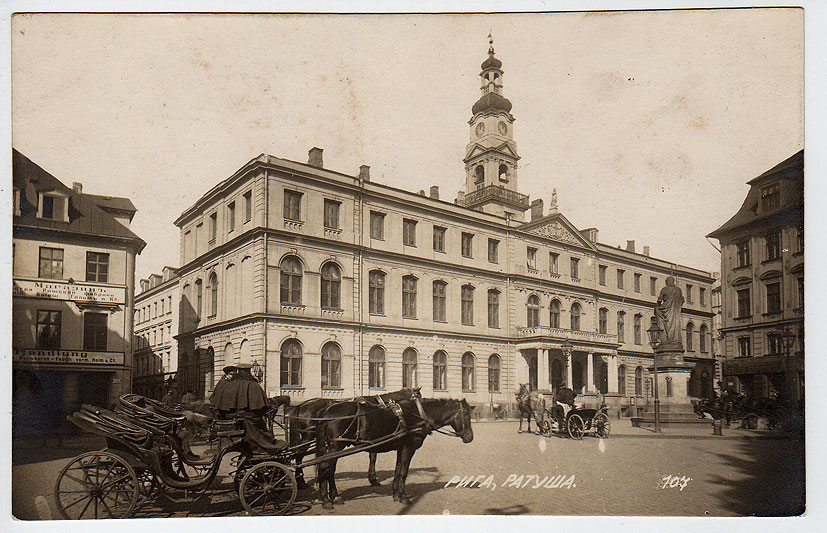
Mairie entre 1917 et 1920

L'hôtel de ville de Riga (en letton : Rīgas rātsnams) est la mairie de la capitale lettone Riga.

## Emplacement
Il est situé dans la vieille ville de Riga, au nord-ouest de la place de la mairie (Rātslaukums).

## Conception et histoire
Un prédécesseur de l'hôtel de ville actuel a été construit au début du XIVe siècle. Il possédait des tonnelles ainsi qu'une salle du conseil et une salle des citoyens au rez-de-chaussée. Le bâtiment avec une tour a probablement été construit comme un bâtiment en briques sur un plan rectangulaire et avait des pignons latéraux simples à gradins, similaires à l'hôtel de ville de Reval (Tallinn). À l'extérieur du bâtiment, il y avait une image de la Vierge Marie créée par Johann von der Lynen en 1466 .
Pendant la guerre du Nord, il a été détruit, de sorte qu'un nouveau bâtiment était nécessaire. La construction a commencé en 1750 par l'ingénieur lieutenant-colonel Friedrich von Oettinger. L'édifice, financé par les contributions de la mairie, fut achevé en 1765. La moitié du sous-sol a été utilisée par les marchands de la bourse jusqu'au XIXe siècle, lorsqu'ils emménagèrent dans leur propre bâtiment. À l'occasion de la cérémonie d'ouverture en 1765, Johann Gottfried von Herder publia l'ouvrage commémoratif Avons-nous encore le public et la patrie des personnes âgées ?.
Le résultat était un bâtiment de deux étages avec un toit en mansarde et une façade de rue de 60 mètres de long. Le pignon était orné d'un blason, une corniche ajourée faisait le tour de l'édifice. L'édifice était couronné d'un gracieux clocher. La mairie avait un porche avec des colonnes toscanes. En 1791, le toit mansardé est agrandi. Un troisième étage a ensuite été ajouté de 1847 à 1850. La bibliothèque de la ville de Riga avec 120 000 volumes a été logée à l'étage supérieur en 1883. Il y avait aussi une fresque à l'intérieur. Comme décoration dans l'espace extérieur, il y avait une clôture faite de canons de la guerre du Nord, qui étaient reliés les uns aux autres par des chaînes .
La maison a servi de lieu de réunion pour le conseil municipal allemand jusqu'à son abolition par une réforme de la ville russe . La banque d'escompte municipale et le bureau des tutelles de Riga étaient situés au rez-de-chaussée . L'administration de la ville de Riga était située à Grosse Koenigstrasse (Ķēniņu) et non dans le bâtiment historique du conseil.
L'hôtel de ville a été en grande partie détruit pendant la Seconde Guerre mondiale. Dès juin 1941, seuls les murs extérieurs étaient essentiellement conservés .
En 2003, l'hôtel de ville actuel a été achevé au même endroit. Le nouveau bâtiment reprend l'architecture historique, mais combiné avec des éléments architecturaux modernes. Une galerie marchande a été ajoutée à l'arrière du bâtiment. Il y a aussi un tronc de chêne historique qui a été trouvé lors des travaux de construction .

## Littérature
- Guide de la Lettonie, imprimerie WF Häcker, Riga 1929, page 39.